# Erzbistum Los Angeles
Das in den USA gelegene Erzbistum Los Angeles (lateinisch Archidioecesis Angelorum in California, englisch Archdiocese of Los Angeles) ist eine Diözese der römisch-katholischen Kirche mit Sitz in Los Angeles, Kalifornien. Es umfasst die Countys Los Angeles, Ventura und Santa Barbara. Mit etwa 4,5 Millionen Gläubigen ist das Erzbistum das größte Bistum in den Vereinigten Staaten.

## Geschichte
Vorläufer des Erzbistums war das Bistum Monterey in California, das am 27. April 1840 durch Papst Gregor XVI. mit der Apostolischen Konstitution Apostolicam sollicitudinem aus Gebietsabtretungen des Bistums Sonora als Bistum beider Kalifornien errichtet und dem Erzbistum Mexiko-Stadt als Suffraganbistum unterstellt war. Das Bistum beider Kalifornien wurde nach den Gebietsabtretungen Mexikos im Mexikanisch-Amerikanischen Krieg am 20. November 1849 geteilt und der nun US-amerikanische Nordteil in Bistum Monterey umbenannt. Am 29. Juli 1853 gab das Bistum Monterey Teile seines Territoriums zur Gründung des Erzbistums San Francisco ab, dem es als Suffraganbistum unterstellt wurde. Das Bistum Monterey wurde am 7. Juli 1859 in Bistum Monterey-Los Angeles umbenannt.
Am 1. Juni 1922 wurde das Bistum Monterey-Los Angeles durch Papst Pius XI. mit der Bulle Romani Pontifices in die Bistümer Los Angeles-San Diego und Monterey-Fresno geteilt. Es spaltete sich wegen stetiger Zunahme katholischer Bevölkerung am 11. Juli 1936 durch die Bulle Ad spirituale christianae in die Bistümer Los Angeles (mit gleichzeitiger Erhöhung zum Erzbistum) und San Diego. Die im Jahr 2002 eingeweihte Kathedrale Unserer Lieben Frau von den Engeln (Cathedral of Our Lady of the Angels) ersetzte die 1994 bei einem Erdbeben schwer beschädigte Cathedral of Saint Vibiana. Architekt des futuristischen Neubaus war der spanische Architekt und Gewinner des renommierten Pritzker-Architekturpreises Rafael Moneo.

## Sexueller Missbrauch durch Priester
Kurz vor dem geplanten Beginn einer Reihe von Missbrauchsprozessen einigte sich das Erzbistum im Juli 2007 außergerichtlich auf Entschädigungszahlungen in Höhe von 660 Millionen US-Dollar an die Opfer sexuellen Missbrauchs durch Geistliche. Mehr als 500 Opfer hatten geklagt. Teilweise datieren die Missbrauchsfälle bis in die 1940er Jahre zurück. Ein Sprecher eines Opferverbandes sprach von einem wichtigen Schritt und einem Erfolg für jene, die das Schweigen über die Verbrechen aufgebrochen hätten. Andere bedauerten, dass sich Verantwortliche der Kirche nun nicht mehr den Fragen des Gerichts zum sexuellen Missbrauch in der römisch-katholischen Kirche stellen müssen. Ungeklärt bleibt damit vorerst auch die Frage, ob und inwieweit Kardinal Mahony und seine Vorgänger Ermittlungsarbeiten der Polizeibehörden behindert und Missbrauchsfälle vertuscht haben. Dies war Mahony unter anderem in dem für einen Academy Award nominierten Dokumentarfilm Deliver Us from Evil vorgeworfen worden. Um das Geld für die Entschädigungszahlungen aufzubringen, müssen unter anderem Immobilien verkauft und Bereiche der kirchlichen Arbeit eingeschränkt werden.
Im November 2018 wurde durch die Veröffentlichung von Personalakten bekannt, dass im Erzbistum Los Angeles durch sexuellen Missbrauch aufgefallene Priester jahrzehntelang in nicht englischsprachigen Einwanderergemeinschaften untergebracht worden waren. Missbrauchsopfer in ganz Kalifornien forderten den zuständigen Bezirksstaatsanwalt auf, die Fälle von Sexualstraftaten und Vertuschung zu untersuchen.

## Kirchenprovinz
- Erzbistum Los Angeles

1. Bistum Fresno
2. Bistum Monterey
3. Bistum Orange
4. Bistum San Bernardino
5. Bistum San Diego

## Bischof von Los Angeles-San Diego
- John Joseph Cantwell (1. Juni 1922 – 1. Juli 1936)

## Erzbischöfe von Los Angeles
- John Joseph Cantwell (1. Juli 1936 – 30. Oktober 1947)
- James Francis Louis McIntyre (7. Februar 1948 – 21. Januar 1970)
- Timothy Manning (21. Januar 1970 – 4. Juni 1985)
- Roger Michael Mahony (16. Juli 1985 – 1. März 2011)
- José Horacio Gómez (seit 1. März 2011)

## Gliederung
Das Erzbistum gliedert sich in Pastoral Regions genannte Seelsorgeregionen, die jeweils von einem Weihbischof geleitet werden.
Im Erzbistum Los Angeles bestehen 5 Pastoral Regions.
- Our Lady of the Angels
- San Fernando
- San Gabriel
- San Pedro
- Santa Barbara